# Mediorhynchus gallinarum
Espèce
Mediorhynchus gallinarum est une espèce d'acanthocéphales de la famille des Gigantorhynchidae. C'est un parasite digestif des volailles en Afrique.

## Publication originale
- (en) G. D. Bhalerao, « On a remarkable Acanthocephala from a fowl in India », Proceedings of the Zoological Society of London, Londres, vol. B107, no 2,‎ juillet 1937, p. 199-203 (ISSN 0370-2774, lire en ligne, consulté le 15 mars 2020).